# 인생은 아름다워 (2001년 드라마)
《인생은 아름다워》는 2001년 5월 14일부터 2001년 7월 3일까지 방영된 한국방송공사 월화 미니시리즈이다.

## 개요
카지노가 들어서면서 생활방식이 변해버린 강원도 탄광촌이 배경이다. 희정(하지원)은 유회장의 차녀이자 카지노 홍보직원으로 덜렁거리고 엉뚱한 성격이며, 재민(김래원)은 반항심 많은 건달이다.

## 출연

### 주요 인물
- 하지원 : 유희정 역
- 윤해영 : 유수정 역
- 김래원 : 이재민 역
- 정보석 : 오춘구 역
- 유준상 : 남정우 역
- 양미라 : 박미숙 역

### 그 외 인물
- 김진태 : 박기수 역
- 김무생 : 유상철 역
- 정영숙 : 박 여사 역
- 김성겸
- 임채무
- 조양자
- 남포동
- 정경순
- 남윤정
- 김가연
- 서재경
- 김진근
- 이한위
- 손종범
- 김가영
- 양재원
- 이초희

## 참고 사항
- 담당 PD 문보현은 해당 작품을 통해 처음 미니시리즈 연출을 맡았다.
- 담당 PD인 문보현과 조연출 중의 한 명인 이건준은 같은 방송사 월화드라마 <봄날은 간다>에서 조연출로 호흡을 맞췄는데, 비슷한 배경[1]과 폭력 문제[2] 등이 <인생은 아름다워>와 거의 똑같았다.
- 유준상과 윤해영 등을 캐스팅하는 과정에서 SBS 측과 한때 마찰을 빚었다.
- 같은 방송사 드라마인 <젊은이의 양지> 및 <첫사랑>과 비슷한 배경,[3] 폭력적인 장면[4] 등으로 비난을 받았고 결국 기대 이하의 성적에 그쳤다.